# ألكسندرا أدلر
ألكسندرا أدلر (بالألمانية: Alexandra Adler)‏ (من مواليد 24 سبتمبر 1901 - وتُوفيت في 4 يناير 2001) هي أخصائية أمراض عصبية نمساوية وابنة المحلل النفسي ألفرد أدلر. وُصفت ألكسندرا بأنها واحدة من «المنظمين والمترجمين» الرواد في علم النفس. في عام 1937، أجرى أدلر وتريسي جاكسون بوتنام دراسة على دماغ مريض مُصاب بالتصلب المتعدد. استخدمت ألكسندرا الرسوم التوضيحية من الدراسة بشكل متكرر في الأدبيات الطبية. يُشار إلى الدراسات التفصيلية التي قامت بها أدلر حول 500 ناجٍ من حريق كوكوانت جروف على أنها من أقدم الأبحاث على اضطراب ما بعد الصدمة. اكتشفت أدلر أن العديد من الناجين عانوا من الحزن غير المستقر، وتغيرات معينة في الشخصية مثل الشعور بالذنب والحيوية المتقلصة، وزيادة في اضطرابات النوم والقلق. كانت أختها فالنتاين أدلر ناشطة اشتراكية.
أكملت أدلر دراستها الطبية في جامعة فيينا في عام 1926، ثم تخصصت في الطب النفسي في مستشفى جامعة فيينا للأمراض العصبية. هاجرت إلى الولايات المتحدة في عام 1935، حيث عملت كمدرسة لعلم الأعصاب في مدرسة طب هارفارد. في عام 1946 انضمت إلى قسم الطب النفسي بكلية الطب بجامعة نيويورك، وأصبحت أستاذاً هناك عام 1969.